# تعرار (بني بوداود)
تعرار هو دُوَّار يقع بجماعة تروكوت، إقليم الدريوش، جهة الشرق في المملكة المغربية. ينتمي الدوّار لمشيخة بني بوداود التي تضم 15 دوار. يقدر عدد سكانه بـ 309 نسمة حسب الإحصاء الرسمي للسكان والسكنى لسنة 2004.

## روابط خارجية
- البوابة الوطنية للجماعات الترابية نسخة محفوظة 12 مارس 2018 على موقع واي باك مشين.
- المندوبية السامية للتخطيط